# Civilization Revolution
A Sid Meier's Civilization Revolution egy körökre osztott stratégiai játék, amit a Firaxis Games fejlesztett és a 2K Games adott ki. 2008-ban jelent meg PlayStation 3-ra, Nintendo DS-re és Xbox 360-ra, 2009-ben iPhone-ra. 2012-ben pedig Windows Phone-ra. A tervezett Nintendo Wii és PlayStation Portable változatok nem készültek el.
Maga a játék a Civilization játéksorozat egy, konzolokra és mobilokra fejlesztett spin-offja. Folytatása, a Civilization Revolution 2 2014-ben jelent meg.

## Játékmenet
A program egy magányos telepessel indul a semmi közepén, Kr. e. 4000-ben. A telepes várost tud alapítani, amely, függően a környező terepviszonyoktól, élelmet kezd el termelni, vagy valamilyen termelőmunkát végez, esetleg kereskedik. A kezdeti szakaszban sokszor találkozhat a játékos ellenséges barbár törzsekkel vagy barátságos falusiakkal.
Idővel újabb telepeseket gyárthatunk, akik új városokat alapíthatnak, a városok épületeit bővíthetjük, katonai egységeket gyárthatunk, illetve technológiákat kutathatunk ki. Az épületek között vannak az úgynevezett Csodák, amelyek valamilyen bónuszt adnak. Később találkozhatunk más civilizációkkal is, akik lehetnek kereskedelmi partnerek, hű szövetségesek, de ádáz ellenségek is. Valamennyi civilizáció a terület és a nyersanyagok birtoklásáért küzd, akár diplomáciai, akár katonai úton, vagy a technológia és a kultúra által.
A program egy körökre osztott stratégia, minden egyes kör egy bizonyos idő elteltét szimbolizálja. Eleinte egy-egy kör száz évig tart, majd a későbbiekben már csak kettőig. A játék fokozatosan nehezedik, később már az egyes egységek legyártása és fenntartása is többe kerül. Eleinte a felfedezésen és a terjeszkedésen van a hangsúly, később pedig már a rivális civilizációkkal való interakción.
Győzelmet ötféleképpen lehet elérni, hacsak az adott pályán nincs megszabva konkrétan annak a módja. Győzünk, ha valamennyi civilizáció fővárosát legalább egy kör erejéig birtokoljuk, de akkor is, ha van húszezer aranyunk és a Világbank csoda is felépült. Húsz nagy személy, csoda vagy megtérített város és az ENSZ csoda kulturális győzelmet jelent, ahogy egy űrhajó megépítése és az Alfa Centauri csillagrendszerbe juttatása pedig tudományosat. A játék 2100-ban mindenképpen véget ér, a legtöbb pontot szerző játékos lesz a nyertes. A legtöbb esetben ha már közel állunk a győzelemhez, a riválisok megtámadnak minket, hogy késleltessenek ebben. 
Összesen 16 különböző civilizáció választható, különféle vezérekkel, ezek mindegyike egyedi tulajdonságokkal bír, és ahogy halad előre a játék, úgy szerezhetnek újabbakat. Egyeseknek különleges egységeik is vannak, azonban ezek a legtöbbször egy már meglévő egység egyedi nevű változatai. Akárcsak a sorozat korábbi játékaiban, itt is vannak barbárok, akik mindenkit megtámadnak, ezúttal azonban falvakban élnek és onnan indulnak ki.
A program többjátékos módban is játszható, ahol lehet mindenki mindenki ellen, egy az egy ellen, illetve ketten a kettő ellen. Meglehetősen lassú, amit egy, a sakkhoz hasonló módon kivitelezett módszerrel, órával gyorsítanak. Osztott képernyős vagy hot seat üzemmód nincs. A gépi játékosok mindig csak azután léptek, ha a többi játékos (egy időben) megtette a saját lépéseit.

## Fordítás
- Ez a szócikk részben vagy egészben  a   Civilization Revolution című angol Wikipédia-szócikk ezen változatának fordításán alapul.  Az eredeti cikk szerkesztőit annak laptörténete sorolja fel. Ez a jelzés csupán a megfogalmazás eredetét és a szerzői jogokat jelzi, nem szolgál a cikkben szereplő információk forrásmegjelöléseként.